# Чемпіонат України з футзалу серед жінок 1999—2000
Чемпіонат України з футзалу серед жінок 1999—2000 — 6-й чемпіонат України, в якому переможцем стала полтавська «Ніка-Педуніверситет» під керівництвом С. Г. Ягодкіна.

## Учасники
Порівняно з попереднім чемпіонатом кількість команд залишилася без змін, а саме 8. Крім північної, східної і західної, також була представлена і південна Україна.
| - «Біличанка» (смт. Коцюбинське, Київська область) - «Вікторія» (Запоріжжя) - «Львів'янка-ЛЛГЗ» (Львів) - «Мінора» (Черкаси) | - «Ніка-Педуніверситет» (Полтава) - «Петрівчанка» (Донецьк) - «СДЮШОР-19» (Київ) - «Фортуна-Чексіл» (Чернігів) |

## Регіональний розподіл
| Регіон               | Кіл-ть команд | Команди             |
| -------------------- | ------------- | ------------------- |
| Донецька область     | 1             | Петрівчанка         |
| Запорізька область   | 1             | Вікторія            |
| Київ                 | 1             | СДЮШОР-19           |
| Київська область     | 1             | Біличанка           |
| Львівська область    | 1             | Львів'янка-ЛЛГЗ     |
| Полтавська область   | 1             | Ніка-Педуніверситет |
| Черкаська область    | 1             | Мінора              |
| Чернігівська область | 1             | Фортуна-Чексіл      |

## Підсумкова таблиця
| М | Команда                       |
| - | ----------------------------- |
| 1 | «Ніка-Педуніверситет» Полтава |
| 2 | «Фортуна-Чексіл» Чернігів     |
| 3 | «Біличанка» Коцюбинське       |
| 4 | «Мінора» Черкаси              |
| 5 | «СДЮШОР-19» Київ              |
| 6 | «Вікторія» Запоріжжя          |
| 7 | «Львів'янка-ЛЛГЗ» Львів       |
| 8 | «Петрівчанка» Донецьк         |